# Pfarrhaus Groß Beuster

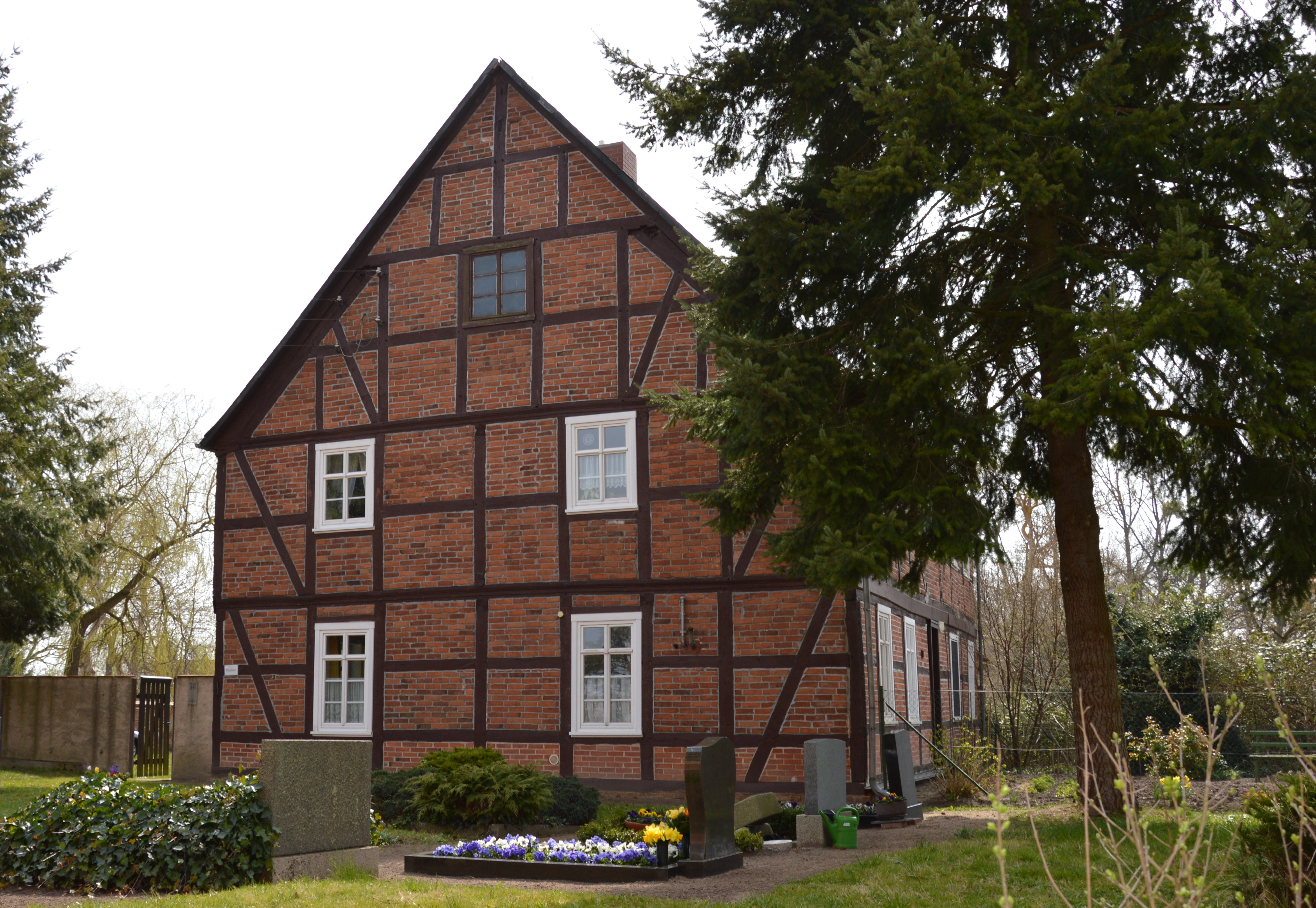
Pfarrhaus Groß Beuster

Das Pfarrhaus Groß Beuster ist ein denkmalgeschütztes Pfarrhaus in Beuster in Sachsen-Anhalt.
Er befindet sich in Groß Beuster, südlich der evangelischen Sankt-Nikolaus-Kirche an der Adresse Schulhof 5.

## Geschichte und Architektur
Das zweigeschossige Fachwerkhaus entstand in der Zeit des Barock und ist auf das Jahr 1721 datiert. Es verfügt über eine profilierte Stockschwelle, an der sich eine lateinische Inschrift befindet. Die Gefache sind ausgemauert.
Im örtlichen Denkmalverzeichnis ist das Pfarrhof unter der Erfassungsnummer 094 36514 als Baudenkmal eingetragen.